# ناثان آموس
ناثان آموس (بالإنجليزية: Nathan Amos)‏ هو لاعب اتحاد الرغبي جنوب أفريقي، ولد في 11 أغسطس 1979 في جنوب أفريقيا.